# Cratere Utan
Utan  è un cratere sulla superficie di Marte.